# 고슴도치
고슴도치(영어: Amur hedgehog, 학명: Erinaceus amurensis 에리나케우스 아무렌시스[*])는 진무맹장목 고슴도치과의 야행성 포유동물이다.

## 고슴도치의 몸
몸길이는 약 20 cm 안팎으로 대형종이다. 꼬리길이는 2.3-3.7cm이다. 체모가 변형되어서 생긴 가시가 몸에 돋혀 있으며, 전체적으로 억세며 가로줄 모양의 어두운 무늬가 있다. 귓바퀴가 짧고 주둥이가 돼지처럼 뾰족하며 발톱이 잘 발달했다. 귀·다리·꼬리가 짧고 몸집은 뭉툭하다. 평야지대의 삼림에서 주로 서식하고 야행성으로 낮에는 구멍이나 바위틈에 숨는다. 곤충·민달팽이·지렁이·뱀·과일·채소 등을 먹고 겨울잠을 잔다. 천적과 맞닥뜨리면 네다리를 배 부위에 모아 공처럼 몸을 둥글게 하여, 등에 난 가시털로 자신을 방어한다.

## 생태
활엽수림과 혼효림에 많이 살며, 삼림 속의 녹초와 열매는 물론 곤충이나 곤충의 유충, 거미, 뱀, 도마뱀, 장지뱀, 민달팽이 등도 두루 포식하여 생태계의 조절자 역할을 맡는다. 11월부터 동면 세태에 들어가고 가시갈이를 하며, 한 배에 3~7마리의 새끼를 낳으며, 임신 기간은 약 1개월이다. 러시아의 아무르 주, 프리모르스키 지방, 중국 만주, 한반도 등이 원산지이다. 반려동물로도 많이 기르며 고양이와 함께 공생하기도 한다.

## 문화
고슴도치가 오이를 지고 가는 조선의 그림이 있다.
'고슴도치도 제 새끼 함함하다고 한다'는 속담이 있는데, 부모 눈에는 제 자식이 다 이뻐 보인다 또는 제 자식을 덮어놓고 옹호한다는 뜻이다.

## 같이 보기
- 햄스터
- 기니피그
- 고슴도치아과
- 유럽고슴도치
- 한국의 포유동물

## 참고 자료
- 한국의 멸종위기종- 고슴도치 항목
- 한반도 생물자원 포털 - 고슴도치